# Ron McGovney’s ’82 Garage Demo
Ron McGovney's '82 Garage Demo – drugie demo amerykańskiego zespołu thrashmetalowego Metallica. Nagrane zostało 14 marca 1982 roku.

## Lista utworów
1. "Hit the Lights" (James Hetfield, Lars Ulrich) – 4:19
2. "Jump in the Fire" (Hetfield, Ulrich, Dave Mustaine) – 4:25
3. "Killing Time" (Sweet Savage) – 2:36
4. "Let It Loose" (Savage) – 3:10
5. "Sucking My Love" (Diamond Head) – 6:43
6. "The Prince" (Diamond Head) – 5:00
7. "Am I Evil?" (Diamond Head) – 7:43
8. "Helpless" (Diamond Head) – 6:13

- W pierwszych dwóch nawiasach wymienieni są kompozytorzy danych utworów.
- W nawiasach przy utworach od trzeciego do ósmego wymienione są zespoły, które są oryginalnymi wykonawcami danych utworów.

## Twórcy
- James Hetfield – śpiew
- Lars Ulrich – perkusja
- Ron McGovney – gitara basowa
- Dave Mustaine – gitara prowadząca